# Nemes Zoltánné
Nemes Zoltánné sz. Vén Ilona (Felvolál, 1895. december 25. – Torja, 1983. január 10.) erdélyi magyar nyelvjáráskutató.

## Életútja
A polgári iskolát és a tanítóképzőt Sepsiszentgyörgyön végezte, majd Szárazajtán, Beresztelkén és Torján tanított. Már mint nyugalmazott tanítónő gyűjtötte össze Torja tájszavait 1954–66 között. Anyagát Gálffy Mózes és Márton Gyula a helyszínen ellenőrizték és kiegészítették saját gyűjtésükkel. A mintegy 6000 szót, szóalakot tartalmazó tájszójegyzék hármuk közös munkájaként Torjai szójegyzék (Sepsiszentgyörgy, 1974) c. alatt a korabeli Megyei Múzeum kiadásában jelent meg, s a NyIrK értékítélete szerint "nemcsak gazdag jelentéstani anyagot ad az érdeklődő és a szakember kezébe, de a nyelvjárási egység árnyalt fonetikai, morfológiai rendszere is megismerhető belőle".
A gyűjtemény egy másik, az időjárásra, éghajlatra s az ezekkel kapcsolatos népi hiedelmekre vonatkozó része kéziratban maradt.